# جيان ريس
جيان ريس (بالإنجليزية: Jean Rhys) (و. 1890 – 1979 م) هي كاتِبة، وروائية دومينيكية، ولدت في روسو، دومينيكا، بدأت مشوارها المهني سنة 1924، توفيت في إكزتر، عن عمر يناهز 89 عاماً.

## التعليم
تعلمت في الأكاديمية الملكية للفنون المسرحية، وتعلمت في Stephen Perse Foundation ‏
.
جان ريس (بالإنجليزية: Jean Rhys) أو إيلا غويندولين ريس ويليامز كما سُميت عند مولدها، (24 أغسطس 1890 - 14 مايو 1979)، حائزة على وسام الإمبراطورية البريطانية برتبة قائد (CBE) ، روائيّة في منتصف القرن العشرين وُلِدت ونَشأت في جزيرة دومينيكا الكاريبية. منذ عامها السادس عشر، أقامت بشكل أساسي في إنجلترا إذ أُرسِلت لتلقّي تعليمها، وقد اشتُهرت بروايتها «وايد سارغاسو سي» (1966)، والتي كُتبتها كبادئة لرواية الكاتب الإنجليزي شارلوت برونتي «جين آير». مُنحت وسام الإمبراطورية البريطانية تكريماً لكتاباتها.

## النشأة
وُلدت ريس في روسو، عاصمة دومينيكا، وهي جزيرة في جزر الهند الغربية البريطانية. كان والدها، ويليام ريس ويليامز، طبيباً ويلزيّ الأصل، وكانت والدتها، مينا ويليامز، المولودة في مدينة لوكهارت، من جيل الكريول الثالث الدومينيكي من أصل اسكتلندي. (كان يستخدم مصطلح «الكريول» على نطاق واسع في تلك الأوقات للإشارة إلى أي شخص يولد على الجزيرة، سواء كان من أصل أوروبي أو أفريقي أو كليهما). كان لديها أخ واحد. امتلكت عائلة والدتها عقاراً في الجزيرة كان عبارة عن مزرعة سابقًا.
درست ريس في دومينيكا حتى سن السادسة عشرة، حين أُرسلت إلى إنجلترا لتعيش مع إحدى عمّاتها، لأن علاقتها مع والدتها اتَسمت بالصعوبة. التحقت بمدرسة «بيرس» للبنات في كامبريدج، حيث تعرّضت هناك للسخرية كونها غريبة ونتيجةً للهجتها. بحلول عام 1909، حضرت فصلين دراسيين في الأكاديمية الملكية للفنون المسرحية في لندن. كان مُدربوها يائسين منها في تعلّم «الإنجليزية الصحيحة» ونصحوا والدها بإخراجها. عاجزةً على التدرّب كممثلة ورافضةً العودة إلى منطقة البحر الكاريبي كما رغب والداها، عملت وليامز بنجاح متفاوت كفتاة كَوْرَس، معتمدةً اسم «فيفيان أو إيما أو إيلا غراي». جالت في البلدات الصغيرة في بريطانيا وعادت إلى مقاسمة غرف السكن أو دُور الإيواء في أحياء لندن المتهدمة.
بعد وفاة والدها في عام 1910، بدا أن ريس قد انخرطت في عيش حياة اللهو والمجون. أصبحت عشيقة سمسار البورصة الثري «لانسلوت جراي هيو (لانسي) سميث». على الرغم من أنه كان عازبًا، لكنّه لم يتقدم لريس بطلب الزواج، وانتهت علاقتهما سريعًا. ومع ذلك، استمر في كونه مصدرًا للمساعدة المالية بين الفينة والأخرى. مصدومةً بالأحداث، بما في ذلك إجهاضًا شبه مميت (لم يكن طفل سميث)، بدأت ريس في كتابة وإنتاج نسخة مبكرة من روايتها «فويّاج إن ذا دارك». في عام 1913 عملت لفترة في لندن كعارضة عارية.
خلال الحرب العالمية الأولى، عملت ريس كعامل متطوع في مقصف الجنود. في عام 1918 عملت في مكتب التقاعد.

## الزواج والعائلة
في عام 1919 تزوجت ريس «ويليام يوهان ماري (جان) لينغليت»، وهو صحفي فرنسي هولندي وجاسوس وكاتب أغاني. كان أول أزواجها الثلاث. تجولت هي ولينغليت عبر أوروبا. رُزقا بطفلين، ابن مات شابًا وابنة. تطلّقا في عام 1933، وأمضت ابنتها أغلب وقتها مع والدها.
في العام التالي تزوجت ريس من «ليزلي تيلدن سميث»، محرر لغة إنجليزية. في عام 1930 ذهبا لفترة وجيزة إلى دومينيكا، وهي المرة الأولى التي تعود فيها ريس منذ مغادرتها لأجل الدراسة. وجدت عقار عائلتها يتدهور وظروف الجزيرة أقل قبولاً. كان شقيقها أوسكار يعيش في إنجلترا، وقد تولّت بعض الشؤون المالية له بعقد تسوية مع امرأة مختلطة العرق في الجزيرة وأطفالها غير الشرعيين من أوسكار.
في عام 1937 بدأت ريس علاقة صداقة مع الروائية «إليوت بليس» (التي اقتبست اسمها الأول تكريماً لمؤلفَين أعجبت بهما). تشاركت المرأتان خلفيات كاريبية، وما تزال المراسلات بينهما موجودة.
في عام 1939 ريس وتيلدن سميث انتقلا إلى ديفون، حيث عاشا هناك لعدة سنوات. توفي زوجها في عام 1945. في عام 1947 تزوجت ريس من «ماكس هامر»، وهو كاتب عدل وابن عم تيلدن سميث. أُدين بالاحتيال وسُجن بعد زواجهما. توفي في عام 1966.

## مهنة الكتابة
في عام 1924، تأثرت ريس بالكاتب الإنجليزي «فورد مادوكس فورد». بعد أن قابلت فورد في باريس، كتبت ريس قصصًا قصيرة تحت إشرافه. أدرك فورد أن تجربتها كمغتربة قد منحتها وجهة نظر فريدة من نوعها، وأثنى على (غريزتها الفريدة بالتأليف) قائلاً «قادمةً من جزر الهند الغربية ببصيرة حادة و... شغفها بكشف حالة المظلوم والمستضعف، أطلقت العنان لقلمها لتعطينا مجموعة (ذا ليفت بانكز أوف ذا أولد ورلد)». كان فورد هو من اقترح أن تُغيّرَ اسمها إلى جان ريس (من إيلا ويليامز). في ذلك الوقت كان زوجها في السجن بسبب ما وصفته ريس بأنه تلاعب في العملة.
انتقلت ريس لتسكن مع فورد وشريكته القديمة في السكن «ستيلا بوين». تلا ذلك علاقة غرامية مع فورد، والتي أسقطتها بشكل خيالي في روايتها «كورتيت».
استمرت ريس في «فويّاج إن ذا دارك» (1934)  بتصوير امرأة عديمة الجذور عانت من سوء المعاملة. كانت بطلة الرواية فتاة كَورَس صغيرة نشأت في جزر الهند الغربية وتشعر بالغربة في إنجلترا. في «غود مورنينغ، ميدنايت» التي نُشرت عام 1939، استخدمت ريس أسلوباً محوّراً من تيّار الوعي للتعبير عن تجارب امرأة مسنة.
في أربعينيات القرن الماضي، انسحبت ريس إلى حد كبير من الحياة العامة. من عام 1955 إلى 1960، عاشت في بلدة بود في «كورنوال»، حيث كانت غير سعيدة، واصفة إياها «بود المظلمة»، قبل أن تنتقل إلى قرية «شيريتون فيتزبين» في «ديفون».
بعد غياب طويل عن الأنظار، أُعيد اكتشافها من قِبل «سلمى فاز دياز» التي وضعت في عام 1949 إعلانًا في صحيفة «نيو ستيتسمان» تسأل عن مكان وجودها بهدف الحصول على حقوق تبني روايتها «غود مورنينغ، ميدنايت» لصالح الإذاعة. أرسلت ريس ردًّا، وبعد ذلك نشأت صداقة طويلة وتعاونية مع فاز دياز، التي شجعتها بدورها على البدء في الكتابة مرة أخرى. قاد هذا التشجيع في نهاية المطاف إلى نشر روايتها «وايد سارغاسو سي» في عام 1966. لقد قصدت فيها المرأة التي تزوجها روتشستر وأبقى عليها في العلية في رواية «جين آير». بدأت بتأليف الكتاب قبل أن تستقر في بود بفترة جيدة، وفازت بجائزة «دبليو إتش سميث» الأدبية المرموقة لعام 1967. عادت إلى موضوعات الهيمنة والتبعية، لا سيما في الزواج، والتي تصور العلاقة المؤلمة المتبادلة بين رجل إنجليزي ثري وامرأة كريولية من دومينيكا غُلب على أمرها وتعرضت للخداع والإكراه من قِبَله ومن قِبَل أشخاص آخرين. يدخل كلا الرجل والمرأة في زواج بموجب افتراضات خاطئة عن الآخر. تتزوج بطلتها من السيد روتشستر وتتدهور حالتها في إنجلترا لتصبح «المرأة المجنونة في العلية». تُصوِّر ريس هذه المرأة من منظور مختلف تمامًا عن تلك التي رسمتها في «جين آير». راهنت ديانا أثيل من دار النشر «أندريه دويتش» على نشر «وايد سارغاسو سي» وساهمت في إحياء الاهتمام بأعمال ريس بمساعدة الكاتب «فرانسيس ويندهام».

## السنوات اللاحقة
منذ عام 1960، وحتى بقية حياتها، عاشت ريس في قرية «شيريتون فيتزباين»، وهي قرية صغيرة في ديفون وصفتها ذات مرة بأنها «بقعة مملة لا يمكن حتى لمشروب كحولي أن يُحييها». على وجه الخصوص بقيت غير راضية عن بروزها المتأخر للساحة الأدبية، في تعليق لها «لقد فات الأوان». تساءلت في مقابلة قبل وفاتها بفترة وجيزة، عمّا إذا كان أيُّ روائي، ليس هي فقط، يمكن أن يكون سعيدًا بأي وقت: «إذا أمكنني الاختيار، أفضّل أن أكون سعيدة عوضاً عن الكتابة... لو استطعت أن أعيش حياتي مجددًا، واختار...»
توفيت جان ريس في مدينة إكستر في 14 مايو 1979، عن عمر يناهز 88 عامًا، قبل أن تنهي سيرتها الذاتية، والتي كانت قد بدأت في إملائها قبل أشهر فقط. في عام 1979 نُشر النص غير المكتمل بعد وفاتها تحت عنوان «سمايل بليز: آن أنفينيشد أوتوبيوغرافي»

## الإرث والتقديرات
قُلِّدت جان ريس وسام الإمبراطورية البريطانية برتبة قائد (CBE) في حفل التكريم لعام 1978. في عام 2012، وضعت هيئة التراث الإنجليزي لوحة زرقاء أمام شقتها في تشيلسي في منزل بولتون، ساحة بولتونز.

## مؤلفاتها
- «ذا ليفت بانك آند أزَر ستوريز» 1927
- «بوستشرز»، رواية، 1928 (نشرت في الولايات المتحدة باسم «كورتيت» 1929)
- «آفتر لييفنغ مستر ماكينغزي»، رواية، 1931
- «فويّاج إن ذا دارك»، رواية، 1934
- «غود مورنينغ، ميدنايت»، رواية، 1939
- «وايد سارجاسو سي»، رواية، 1966
- «تايغيرز آر بِتَر- لوكنغ» : مختارات من «ذا ليفت بانك»، قصص، 1968
- قصص بينغوين الحديثة 1، 1969 (مع برنارد مالامود وديفيد بلانت وويليام سانسوم)
- «ماي داي»: ثلاث أجزاء، قصص، 1975
- «سليب إت أوف ليدي»، قصص، 1976
- «سمايل بليز: آن أنفينيشد أوتوبيوغرافي»، 1979
- رسائل جان ريس 1931 – 1966، 1984
- الروايات المبكرة، 1984
- الروايات الكاملة، 1985
- حكايات من منطقة البحر الكاريبي الواسع، قصص، 1985
- القصص القصيرة المجمعة، 1987
- «ليت زيم كول إت جاز»، قصص، 1995

## وصلات خارجية
- جيان ريس على موقع IMDb (الإنجليزية)
- جيان ريس على موقع الموسوعة البريطانية (الإنجليزية)
- جيان ريس على موقع ميوزك برينز (الإنجليزية)
- جيان ريس على موقع إن إن دي بي (الإنجليزية)
- جيان ريس على موقع قاعدة بيانات الفيلم (الإنجليزية)

- جيان ريس في قاعدة بيانات الأفلام على الإنترنت